# Arsène Lupin (pel·lícula)
Arsène Lupin és una pel·lícula de 2004 dirigida per Jean-Paul Salomé, i protagonitzada per Romain Duris, Eva Green, Kristin Scott Thomas, Mathieu Carrière i Pascal Greggory entre d'altres.
La pel·lícula segueix a Arsène Lupin des que és un xiquet quan la mort de son pare, fins als seus últims anys quan es reuneix amb una estranya dona, Josephine, que sembla immortal, i empra una droga hipnòtica per esclavitzar a la gent a la seva voluntat. L'ètica de Arsène és robar als rics i lladres que s'ho mereixen. En aquesta pel·lícula es trobarà amb les dues contraparts, una societat secreta i Josephine, que tenen la intenció de reunir tres crucifixos que revelaran el secret d'un tresor perdut.
La pel·lícula fa moltes referències a les històries clàssiques d'Arsène Lupin de Maurice Leblanc, incloent "L'Arrest d'Arsène Lupin", "El Collar de la Reina", "Sherlock Holmes Fa Massa Tard", 813, i La Comtessa de Cagliostro. Algunes d'eixes referències són més directes i més completes que altres.
És una coproducció de França, l'Estat Espanyol, Itàlia i el Regne Unit.

## Repartiment
- Romain Duris: Arsène Lupin/vescomte Raoul d'Andrézy/príncep Paul Sernine
- Kristin Scott Thomas: Joséphine Balsamo, comtessa de Cagliostro
- Pascal Greggory: Beaumagnan
- Eva Green: Clarisse de Dreux-Soubise
- Robin Renucci: Duc de Dreux-Soubise
- Patrick Toomey: Léonard
- Mathieu Carrière: Duc d'Orleans
- Philippe Magnan: Bonnetot
- Philippe Lemaire: Cardinal d'Etigues
- Marie Bunel: Henriette d'Andrésy
- Aurélien Wiik: Jean Lupin
- Gérard Chaillou: Kesselbach
- Françoise Lépine: Duchesse
- Jessica Boyde: Dona dels diamants
- Gaëlle Vincent: La mestissa
- Jérémie Golfier: un passant